# Associazione in partecipazione
L'associazione in partecipazione è uno dei contratti tipici disciplinati dalla codificazione civilistica italiana nel quale una parte (l'associante) attribuisce ad un'altra (l'associato) il diritto ad una partecipazione agli utili della propria impresa o, in base alla volontà delle parti contraenti, di uno o più affari determinati, dietro il corrispettivo di un apporto da parte dell'associato. Tale apporto, secondo la giurisprudenza prevalente, può essere di natura patrimoniale ma potrà anche consistere nell'apporto di lavoro, o nell'apporto misto capitale/lavoro.
La sua disciplina fondamentale, nel diritto italiano, è contenuta nell'art. 2549 e seguenti del codice civile italiano. Il Jobs Act, tramite l'art. 53 del D.Lgs. 81/2015, entrato in vigore il 25 marzo 2015, ha abrogato l'associazione in partecipazione con riferimento al solo apporto di lavoro; rimane invece l'associazione in partecipazione fra imprese (o liberi professionisti) ma solo per apporto di capitale.

## Caratteri distintivi
Dalla definizione civilistica si desume facilmente che l'associazione in partecipazione è un negozio giuridico sinallagmatico obbligatorio, vale a dire a prestazioni corrispettive.
La disciplina civilistica prevede una partecipazione, da parte dell'associato, al rischio della gestione dell'impresa (o del singolo affare o di più affari dedotti in contratto): questo avviene nel caso in cui il risultato della gestione dell'attività dedotta in contratto (o dei singoli affari) risulti in perdita. A fronte della partecipazione al rischio, essa prevede anche, quale contrappeso, alcuni obblighi di rendiconto periodico in capo all'associante, che formalizzano un diritto di ingerenza nella gestione in capo all'associato.
Nonostante la partecipazione agli utili e al rischio, l'associazione in partecipazione si distingue nettamente dal contratto di società, dato che l'attività di impresa è esclusivamente demandata all'associante, che assume a sé i relativi diritti ed obblighi.

## Partecipazione agli utili e alle perdite
L'associato, quale corrispettivo dell'apporto fornito, avrà diritto, alla scadenza del contratto, al capitale apportato aumentato degli eventuali utili realizzati, nella percentuale pattuita.
Se non diversamente pattuito, il contratto comporterà la partecipazione alle eventuali perdite registrate dalla gestione dell'affare (o degli affari) oggetto del contratto. La partecipazione alle perdite non potrà, in alcun caso, superare l'ammontare dell'apporto vale a dire del capitale o del lavoro apportato, suscettibile, anche quest'ultimo, di una valutazione economica.

## Limitazioni o esclusioni nella partecipazione alle perdite
È ammessa dalla giurisprudenza, l'esclusione o la limitazione della partecipazione alle perdite da parte dell'associato. A questo proposito è stata anche ritenuta compatibile, con lo schema contrattuale, la clausola che garantisca all'associato la spettanza di un minimo garantito, anche in presenza di utili esigui o addirittura di perdite.
È possibile inoltre statuire la corresponsione degli utili maturati, a scadenze intermedie rispetto alla vigenza temporale del contratto. Inoltre è possibile la corresponsione di anticipi sugli utili futuri, che saranno oggetto di conguaglio in sede di rendiconto della gestione. Così potrà aversi, ad esempio, un contratto pluriennale che preveda il rendiconto annuale degli utili. Allo stesso modo potranno essere pattuiti acconti mensili da conguagliarsi, in negativo o in positivo, alle scadenze annuali.

## Obblighi delle parti: ingerenza rendiconto periodico
L'associato avrà diritto al controllo della gestione dell'affare o dell'attività dell'associante e, se il contratto ha durata superiore ad un anno, alla relazione annuale; tuttavia, i poteri di controllo dell'associato possono essere contrattualmente ampliati. L'associante non può stipulare ulteriori contratti di associazione in partecipazione senza il consenso del precedente associato. Il contratto di associazione in partecipazione può essere trasferito a terzi, nelle forme e con i limiti della cessione del contratto.

## Tutele assicurative e previdenziali
La tutela assicurativa e previdenziale dell'associato è prevista unicamente nel caso di apporto esclusivo di lavoro. L'associato avrà l'obbligo di iscrizione alla gestione separata dell'Inps prevista per i collaboratori mentre l'obbligazione contributiva grava esclusivamente sull'associante fatta salva la facoltà di esercitare una rivalsa sull'associato per una quota parziale, stabilita per legge, della contribuzione.
Nei casi in cui ne sussista il relativo rischio, da decidersi sulla base della tipologia lavorativa, nasce, esclusivamente in capo all'associante, l'obbligo dell'assicurazione contro gli infortuni sul lavoro presso l'Inail, rischio che, sia pur minimo, viene oggi ritenuto sussistere sempre anche solo per la frequentazione a scopo collaborativo di un locale ove si eserciti un'attività imprenditoriale od agricola (si considera rischio per cui è obbligatoria l'assicurazione il solo contatto con macchine alimentate da energia elettrica, come ad esempio un computer, un telefono od una stampante o autoveicoli).

## Differenze con il contratto di lavoro subordinato
Il contratto di associazione in partecipazione si differenzia dal contratto di lavoro subordinato, a norma dell'art.86 l.276/2003, da una parte nella effettiva partecipazione dell'associato alla gestione dell'impresa - eventualmente questa andrà investigata nell'esistenza di un rendiconto periodico messo a disposizione dell'associato dall'associante - ed in secondo luogo, nella qualificazione giuridica della controprestazione dell'associante: qualora le erogazioni non siano quantitativamente e qualitativamente adeguate rispetto all'aleatorietà del contratto in oggetto, ma siano idonee integrare una forma di retribuzione vera e propria (verosimilmente attraverso la corresponsione di un fisso periodico che soddisfi i requisiti di cui all'art.36 Cost. ed una quasi nulla partecipazione agli utili dell'impresa), allora la conversione in un contratto di lavoro subordinato opererà ex lege.
Resta fermo in capo all'associante, data la natura del contratto, il potere di imporre direttive generiche. Subordinazione vi sarà, al contrario, quando di fatto si ravvisi in capo al datore un generico potere di porre direttive nella determinazione di an, quomodo, quantum e quando della prestazione, in ogni momento dello svolgimento del rapporto di lavoro (art. 2094 cc).

### Comportamenti elusivi
Il contratto di associazione in partecipazione con apporto di lavoro (esclusivo o misto) è oggetto di una giurisprudenza, di legittimità e di merito, letteralmente sterminata. La sua diffusione e popolarità, nel sistema economico italiano, è infatti tradizionalmente correlata a fenomeni di irregolarità e di elusività relativamente ai profili giuridici della normativa obbligatoria in materia di lavoro subordinato e previdenza sociale.
I sindacati Filcams CGIL e NIdiL CGIL hanno dato vita, a partire dall'ottobre 2011, a Dissòciati!, una campagna per smascherare gli abusi legati all'associazione in partecipazione.
I sindacati hanno raccolto oltre un centinaio di segnalazioni da parte di lavoratori e hanno inoltrato richieste di incontro a tutte le aziende segnalate, giungendo in numerosi casi ad accordi di stabilizzazione per gli associati in partecipazione, ritenendosi comunque di lavoro subordinato (con tutti i relativi obblighi) le attività svolte all'interno dei locali dell'azienda, anche se retribuiti a compartecipazione su utili od incassi.
Per cercare di bloccare questo fenomeno, nel 2015 è stato modificato il 2° comma dell'art. 2549 c.c., vietando alle persone fisiche di apportare lavoro in un'associazione in partecipazione.

## Normativa di riferimento
- Codice civile italiano: Articoli da 2549 a 2554
- Art, 86, D. Lgs 276/2003 (decreto delegato emanato in attuazione della delega contenuta nella cosiddetta legge Biagi)
- Decreto Legge 269/2003 convertito nella Legge 326/2003